# Яків Голос
Яків Голос (при народженні Яків Наумович Рейзен; 24 квітня 1889 — 27 листопада 1943) — український революціонер-більшовик, який став розвідником у США на користь СРСР. Член-засновник Комуністичної партії США (КПСША), близько 1930 року Голос був залучений до таємної роботи радянських спецслужб. Він брав участь у придбанні американських паспортів за допомогою шахрайських документів, а також у вербуванні та координації діяльності широкої мережі агентів.

## Життєпис

### Ранні роки
Яків Наумович Рейзен народився 24 квітня 1889 року в Катеринославі, Російської імперії, з 2016 року місто відоме як Дніпро в Україні, у єврейській родині. Батько Якова працював продавцем у магазині. Крім Якова, у родині Рейзена були ще двоє синів і три дочки. Яків був зареєстрований як Голосенко Яків Наумович (запис у метричній книзі, Свято-Троїцька церква м. Катеринослава).
Революціонер з юних років, Рейзен вступив до Російської соціал-демократичної робітничої партії (РСДРП) у 1904 році, став активним членом більшовицького крила групи на чолі з В. І. Леніним. Він брав участь у російській революції 1905 року, будучи членом першої ради Катеринослава, міста, відомого сьогодні як Дніпро.
У 1906 році Рейзен організував нелегальну революційну друкарню, за що був заарештований в останні дні того ж року. Пізніше він був засуджений до восьми років каторжних робіт, які уряд царя Миколи II замінив довічним засланням до Якутії на півночі Сибіру.

### Еміграція до Америки
Рейзен врятувався втечею на схід, подорожуючи до Сполучених Штатів через Китай, і на кораблі з Японії. У Сполучених Штатах у якийсь момент він взяв прізвище «Голос», під яким він згодом стане відомим. У 1909 році Голос дістався Сан-Франциско, де влаштувався на роботу в друкарню пресувальником.
До 1912 року Голос опинився в Нью-Йорку, де допомагав збирати кошти для політичних в'язнів у Росії. Він був активним членом Російської соціалістичної федерації, а в травні 1915 року став членом Соціалістичної партії США, коли Російська федерація приєдналась до цієї партії.
Голос повернувся до Каліфорнії у 1917 році, де заробляв на життя, працюючи на фірмах, що займалися збиранням та пакуванням фруктів. Він також працював організатором Соціалістичної партії Каліфорнії. Він залишався в Каліфорнії до 1919 року.
Наприкінці серпня 1919 року Голос був обраний до Центрального виконавчого комітету Російської Федерації на 5-му з'їзді організації, який відбувся в Детройті, штат Мічиган. Одразу після закриття з'їзду в Детройті, Голос та низка його товаришів у Російській Федерації, серед яких були Олександр Стоклицький та Ніколас Гурвіч, вирушили до Чикаго на інший з'їзд, який був присвячений створенню Комуністичної партії Америки.
У своїй автобіографії та анкеті, написаних у Москві в 1926 році, Голос датував свою роботу членом ЦК російської секції (Нью-Йорк) 1919—1925 роками. У грудні 1922 року Голос був обраний до дев'ятичленного складу Бюро Російської Федерації Робітничої партії Америки, "легального" публічного обличчя тодішньої підпільної Комуністичної партії Америки.
У 1921—1922 роках Голос працював організатором у штабі комуністичної партії в Чикаго. У 1922—1923 роках був організатором організації в її  Детройтському окрузі. 1923 року Голос очолив  Товариства технічної допомоги Радянській Росії, одну з ініціатив партійної технічної допомоги; він працював на цій посаді до 1926 року.
1926 року Голос поїхав до Радянського Союзу як учасник американського «Кузбасу» (Кузбаська автономна промислова колонія), розташованого поблизу російського міста Кемерово. У цей період його членство було переведено до ВКП(б). Коли проєкт Кузбасу було припинено у 1927 року, Голос був переведений до Москви. Там йому запропонували роботу в книжковому видавництві.
1927 року було створено туристичне агентство  під назвою World Tourists, Inc.s, яке фінансувалося Комуністичною партією. Згодом в Сполучених Штатах з нею була тісно пов'язана фірма «Голос». Початково започаткована як економічне підприємство, що мало на меті допомогти  субсидіювати преса Комуністичної партії, фірма зрештою слугувала не лише координатором пропагандистських турів до Радянського Союзу, а й засобом полегшення подорожей партійних чиновників і радянських агентів між СРСР та США, іноді під прикриттям підробних документів.
У вересні 1928 року лідер Комуністичної партії США Джей Лавстоун, відзначаючи "значний вплив "Голосу" на російські робочі маси в Сполучених Штатах", звернувся до ЦК ВКП(б) з проханням повернути Голоса на роботу в США. У грудні 1928 року він звернувся з цим прозанням, і "Голос" повернувся до США приблизно в січні 1929 року.

### Шпигунська активність
Голос знову оселився в Нью-Йорку, цього разу в районі Бронкс. Працював бізнес-менеджером російськомовної газети Комуністичної партії „Новий світ“ у Нью-Йорку. До сфери діяльності Голоса входила координація роботи КПСША з виготовлення фальшивих паспортів для членів партії, які хотіли виїхати за кордон. Голос залишався відповідальним за паспортну операцію до передачі цієї роботи угорському партійному функціонеру Й. Петерсу (Шандору Голдбергеру), який також служив зв'язковим із радянською розвідкою у 1930-х роках. За словами біографа Пітерса, передача відбулася 1932 року.
Навесні 1930 року Голос був залучений до компартійного "апарату розслідувань" комуністичної партії, якому доручили стежити за діяльністю низки профспілок і пов'язаних з партією масових організацій. Очевидно, до цього часу він почав працювати на таємний розвідувальний апарат Радянського Союзу, оскільки саме в 1930 році в архівних документах він вперше згадується як "надійна людина".
Згідно з архівними нотатками, зробленими на початку 1990-х років Олександром Васильєвим, колишнім офіцером КДБ зовнішньої розвідки та журналістом, перший контакт Голоса, схоже, був із 
начальником нью-йоркського відділення ГПУ Чивіним ("Смітом"). Інша інтерпретація документів, яку підтримує історик Світлана Червона, стверджує, що перший контакт був здійснений Абрамом Ейнгорном («Тарас»), агентом радянської розвідки, який працював у США з 1930 до 1934 року. Очевидно, що на початку 1930-х років Голос перебував на службі у радянської розвідки.
На початку 1933 року Голос очолював компанію Комуністичної партії «Всесвітні туристи», операцію, яка приносила дохід і забезпечувала кошти для різних заходів КПСША. Голос був активним у придбанні та постачанні американських документів про натуралізацію та свідоцтв про народження, які використовувалися для отримання американських паспортів для "легалізації" радянських агентів розвідки по всьому світу — спочатку в Європі та Азії, але пізніше також в Америці. Для того, щоб перетворити ці шахрайські документи на справжні паспорти, Голос тісно співпрацював із клерком у Бруклінському паспортному столі. Він завербував цю людину через її вразливість до азартної залежності.
У цей період радянська розвідка дала Голосу кодове ім'я «Звук» — каламбур на його прийнятне прізвище Голос, що в перекладі з російської означає "звук".
Протягом 1930-х років Голос був членом Центральної контрольної комісії КПРС, органу, який відповідав за партійну дисципліну, розслідування та ревізії. Він міг допомагати у вербуванні та перевірці потенційних агентів від імені радянської розвідки.
Як голова «Всесвітніх туристів», Голос щороку відвідував Радянський Союз, починаючи з 1932 року, щоб відвідати святкування Більшовицької революції 1917 року. Це випадково дало йому можливість у 1936 році привезти туди дружину російського походження та сина американського походження, щоб син міг отримати «радянську освіту». У 1937 році пара отримала радянське громадянство.
Останній з цих візитів відбувся в 1937 році, в розпал Єжовщини (або Великої чистки) - масової кампанії сталінського терору таємної поліції, під час якої мільйони радянських громадян, запідозрених у політичній нелояльності, шпигунстві чи шкідництві, були заарештовані, а сотні тисяч - страчені. Мільйони інших були відправлені до жорстоких таборів ГУЛАГу. Після повернення до США в січні 1938 року Голос підтвердив на засіданні керівного Політичного комітету Американської комуністичної партії, що в СРСР справді проводилася масова таємна поліцейська операція.  Віра Голоса в комуністичну справу, схоже, залишилася непохитною і після цього.
Із записів Васильєва стало відомо, що наприкінці 1940 року "Голос" завербував письменника Ернеста Гемінґвея, присвоївши йому кодове ім'я "Арґо"; письменник запропонував таємно працювати на радянську владу.
З 1940 року на Голоса поширювалася дія Закону про реєстрацію іноземних агентів. Хоча він не припиняв своєї діяльності на користь НКВС, він мусив вважати, що перебуває під наглядом ФБР. Москва почала нервувати через ризик його арешту і намагалася переконати його повернутися до Росії. Повністю усвідомлюючи сталінські чистки і боячись, що повернення до Радянського Союзу означатиме відправку до ГУЛАГу або розстріл, Голос не тільки відмовився ділитися своїми джерелами з іншими офіцерами НКВС, але й сказав їм, що сховав запечатаний конверт, який містить деталі шпигунських операцій СРСР в Америці.
У 1941 року Голос заснував комерційне експедиторське підприємство під назвою «Корпорація морських перевезень і послуг США». Він призначив Елізабет Бентлі, свою помічницю, кур'єрку і коханку, одним із  офіцерів компанії. Пара займала номер в Commodore Hotel у Нью-Йорку, через дорогу від Amtorg.
У 1942 році «Голос» перевів комуністичний осередок інженерів, завербованих Юліусом Розенбергом, на прямий зв'язок з оперативниками радянської розвідки в Нью-Йорку. Цей осередок  передавав інформацію про новітні розробки в галузу електротехнікт та радіотехніки до XY лінії зовнішньої розвідки НКДБ. Лінія XY розпочала спроби проникнути в Мангеттенський проект в рамках операції під кодовою назвою "ЕНОРМОЗ" (ENORMOZ).
Десь у листопаді 1943 року Голос зустрівся в Нью-Йорку з ключовими фігурами однієї з так званих «інформаційних груп» КПСША, яка згодом стане  відома як група Перло. Її члени працювали в кількох урядових департаментах і відомствах у Вашингтоні, округ Колумбія, і передавали  інформацію СРСР, через лідера Ерла Браудера, генерального секретаря Комуністичної партії США.

### Смерть і спадок
Протягом 1940-х років Голос переніс низку  серцевих нападів. 27 листопада 1943 року смертельний серцевий напад обірвав його життя, коли він спав з Елізабет Бентлі. Бентлі негайно  розпочала пошуки секретної папки, яку Голос зберігав, щоб убезпечити себе від відкликання до Росії; вона знищила її.
Кодове ім'я «Звук» (Звук) фігурує в розшифровках проєкту Венона, як радянське джерело; його було ідентифіковано як Яківа Голоса. У цих розшифровках Голос ідентифікований як «нелегальний колега», що зазвичай означає радянського офіцера або професійного агента, який діяв без захисту дипломатичного чи офіційного статусу в радянському посольстві чи консульстві. Радянські офіцери з таким статусом називалися "легальними".
Про спадщину Голоса можна прочитати в книгах Гаррі Декстер Уайт, Натан Г. Сільвермастер та Елізабет Бентлі.